# Christine Jorgensen
Christine Jorgensen (New York, 1926. május 30. – San Clemente, Kalifornia, 1989. május 3.) George William Jorgensen, Jr.-ként született. Valószínűleg nem ő volt az első olyan személy, akin nem-átalakító műtétet hajtottak végre, mégis ő volt az első olyan, aki ezzel vált világszerte ismertté.

## Élete
Jorgensen akkor hallott először a nemátalakító műtétekről, amikor hazatért az Amerikai Egyesült Államok hadseregéből a második világháborút követően.
Már ekkor elkezdett női hormonokat szedni – saját felelősségére, orvosi segítség nélkül. Közben együtt tanulmányozta a témát dr. Joseph Angelóval, aki egyik régi osztálytársának férje volt. Végül Koppenhágába utazott, ahol dr. Christian Hamburger közreműködésével belevágtak a nemátalakítás folyamatába.
Miközben teljes hormonterápián vett részt, elkezdődtek a műtétek. Az erős hormonkezelés hatására jelentősen megváltozott a testalkata, így az amerikai nagykövet engedélyezte neki, hogy útlevelében nőként tüntessék fel.
A következő műtétekre az Egyesült Államokban, dr. Angelo és dr. Harry Benjamin közreműködésével került sor. Jorgensen korábbi orvosa, dr. Christian Hamburger iránti tiszteletből választotta a Christine nevet, és így lett ismert.
Az 1950-es években Christine Jorgensen saját hírnevét arra használta fel, hogy szószólóként a transzszexuális emberek jogaiért küzdjön. Élete hátralévő részében sokat turnézott világszerte, hogy megossza élményeit az érdeklődőkkel, de táncolt egy nightclubban is, és számos dalt is rögzített. 62 éves korában, 1989-ben hunyt el tüdő- és húgyhólyagrákban.
Mivel Amerikában legendássá vált, 1970-ben filmet is készítettek az életéről.
2014-ben csillagot kapott San Franciscóban a Rainbow Honor Walk-on.